# Batalha de Nassíria
A Batalha de Nassíria (Nasiriyah) foi uma das primeiras batalhas da Invasão do Iraque em 2003. Intensos combates ocorreram na cidade iraquiana de Nassíria, entre forças iraquianas e o fuzileiros navais dos Estados Unidos pelo controle das pontes sobre o Rio Eufrates e o Canal de Saddam.
A batalha começou em 23 de março, quando um comboio de suprimentos do Exército dos Estados Unidos tomou um rumo errado para a cidade e sofreu uma emboscada. Onze soldados foram mortos e seis, incluindo a soldado Jessica Lynch, foram capturados.
Alguns soldados escaparam da emboscada, formando uma tela em torno de seus feridos. Eles lutaram contra os ataques iraquianos por vários minutos, até serem resgatados pela 2ª Brigada Expedicionária de Fuzileiros Navais. Após resgatar os soldados que conseguiram escapar da emboscada, a 2nd MEB, sob o indicativo de chamada Task Force Tarawa, atacou ao norte pela cidade, apreendendo duas grandes pontes ao longo do "Ambush Alley". Dezoito fuzileiros navais foram mortos em combates urbanos pesados, incluindo um fuzileiro que foi morto quando aeronaves A-10, equivocadamente, metralharam uma companhia de fuzileiros navais ao norte do Canal de Saddam.
Na noite de 24 para 25 de março, a maior parte dos fuzileiros navais do 1ª Divisão de Fuzileiros Navais passaram pela cidade sobre as pontes e atacaram ao norte em direção à Bagdá. No entanto, a luta continuou em Nassíria até 1 de abril, quando a resistência iraquiana na cidade foi finalmente derrotada.

## Unidades participantes
Fontes:

### Forças armadas dos EUA
- 2ª Brigada Expedicionária de Fuzileiros Navais
  - Equipe de Combate Regimental 2
    - 1º Batalhão, 2º Fuzileiros Navais
    - 2º Batalhão, 2º Fuzileiros Navais
    - 3º Batalhão, 2º Fuzileiros Navais
    - 2º Batalhão, 8º Fuzileiros Navais
    - 1º Batalhão, 10º Fuzileiros Navais
- 1ª Divisão de Fuzileiros Navais
  - Equipe de Combate Regimental 1
    - 3º Batalhão, 1º Fuzileiros Navais
    - 1º Batalhão, 4º Fuzileiros Navais
    - 2º Batalhão, 23º Fuzileiros Navais
    - 2º Batalhão de Reconhecimento Blindado Leve

### Exército Britânico
- G Bateria de Paraquedistas, 7º Regimento de Paraquedistas RHA

### Forças iraquianas baathistas
- 11ª Divisão do Exército Iraquiano
  - 23ª Brigada
  - 45ª Brigada
  - 47ª Brigada
  - 21º Regimento de Tanques (elementos)
  - Batalhão de Comandos não identificado
- Forças paramilitares Fedayeen Saddam
- Exército de Al Quds

## Na cultura popular
- A Batalha de Nasiriyah é destaque na minissérie da HBO de 2008 Generation Kill, no episódio 2, "The Cradle of Civilization".
- A emboscada da 507ª Companhia de Manutenção foi recriada no início do telefilme de 2003 da NBC, Saving Jessica Lynch. A Batalha de Nasiriyah em andamento é o pano de fundo para o resto dos eventos do filme.
- Grande parte da peça O Assalto de Areia, do dramaturgo e veterano da Guerra do Iraque Sean Huze, baseia-se em suas experiências e nas de seus companheiros durante e imediatamente após o envolvimento de sua unidade (2º LAR) na Batalha de Nasiriyah.[6]
- A Batalha de Nasiriyah foi citada como um fator importante no TEPT de um fuzileiro naval no episódio 2 da série This Emotional Life da PBS de 2010.